# 스페이스피플 어피어 인 도쿄
스페이스피플 어피어 인 도쿄(宇宙人東京に現わる, Spacepeople Appear In Tokyo)는 일본에서 제작된 시마 코지 감독의 1956년 SF 영화이다. 카와사키 케이조 등이 주연으로 출연하였고 나가타 마사이치 등이 제작에 참여하였다.

## 출연

### 주연
- 카와사키 케이조
- 카리타 토요미

### 조연
- 야기사와 빈
- 난부 쇼조
- 미야케 본타로
- 나가이 미에코
- 히라이 키요코
- 야마가타 이사오
- 하라다 가이

## 제작진
- 각색: 제이 사이프스
- 각색: 에드워드 팰머
- 원작자: 나카지마 겐타로